# Симон Сойгинский
Си́мон Со́йгинский  —  святой Русской православной церкви. Постриженик (монах) Корнилиева-Комельского монастыря, основанного в 1497 году преподобным Корнилием Комельским около города Грязовца. Oснователь Спасо-Преображенского Сойгинского монастыря на правом берегу реки Сойги при впадении её в реку Вычегду. Эта пустынь в 1791 году была упразднена и обращена в приходский храм. В древних рукописных святцах XVII века преподобный Симон Сойгинский именуется новым чудотворцем.

## Жизнь и труды
Преподобный Симон Сойгинский принадлежит к комельской ветви учеников преподобного Сергия Радонежского.

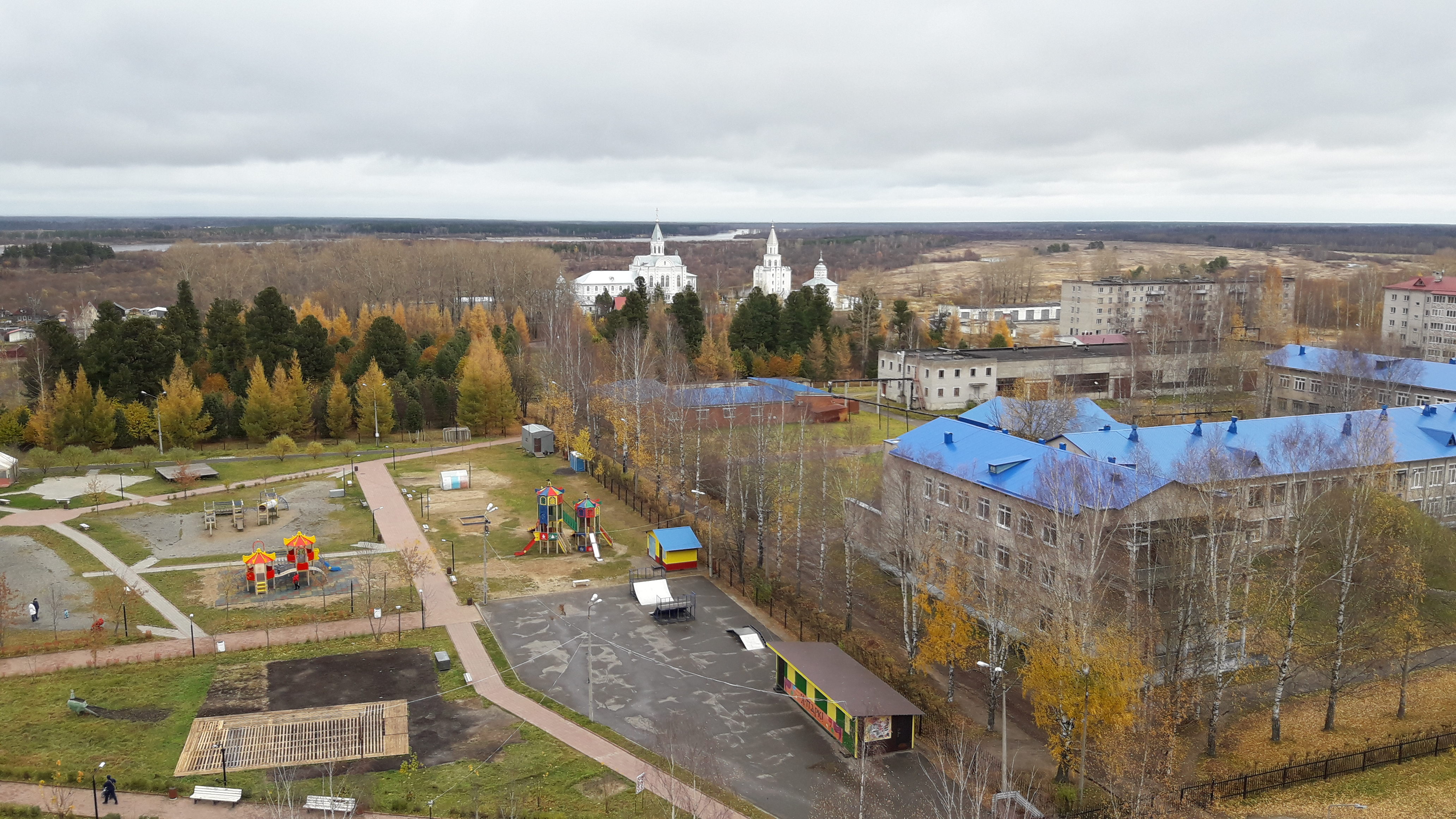
Коряжемский Николаевский монастырь

Он родился в Сольвычегодске в семье Никиты Тентюкова. С юного возраста благодать Божия почивала на нём. Он уклонялся от мирской суеты. В молодые годы он оставил дом родителей и прибыл к преподобному Корнилию Комельскому в монастырь, который отличался строгим уставом и был «замечателен как показатель монашеского жития XV века, назидательные его правила послужили для утверждения многих святых обителей». Там он принял постриг и проходил послушания в среде таких известных подвижников — учеников преподобного Корнилия, как преподобные Геннадий Костромской и Любимоградский, Иродион Илоезерский, Адриан Пошехонский, Лаврентий Комельский.
После смерти своего наставника, преподобного Корнилия, Симон, будучи сподвижником преподобного Лонгина, ушёл вместе с ним на пустынножительство. На некоторое время подвижники остановились в сольвычегодском Борисоглебском монастыре (где среди братии оказалось много родных преподобного Симона). Затем, покинув эту обитель, они пришли к устью речки Коряжемки. Там преподобный Лонгин решил остаться.
Преподобный Симон помог своему старшему другу построить келью и часовню, а сам переселился в устье реки Сойги, где основал Спасо-Преображенский Сойгинский монастырь, освящённый 17 мая 1541 года. Устроив при этом храме пустынную обитель, преподобный был избран братией во игумены.
Управлял обителью двадцать лет. Скончался преподобный Симон 24 ноября 1562 года и был погребён в основанной им обители в церкви во имя святой великомученицы Екатерины, память которой тоже совершается 24 ноября.

## Летописная записка о Симоне Сойгинском
Летописная запись хранилась в церкви Сойгинского погоста на месте монастыря, основанного Симоном Сойгинским.

Лета 7047 (1539) сентября в 16 день на память святыя великомученицы Евфимии Всехвальныя пришел на место на усть реки Сойги, на плесо Вычегодское, на дикой лес игумен Симон. В мире был по плоти Никитин сын Тентюков, родом Сольвычегодской. Постриженник и ученик Корнилиев, что на Комеле. И поставил церковь Преображения Спасова в лето 7049 (1541) маия в 8 день. А освящена та церковь в лето 7049 (1541) маия в 17 день, при архиепископе Ростовском Досифее. А преставился игумен Симон в лето 7070 (1562) ноября в 24 день на память святыя великомученицы Екатерины, при архиепископе Никандре Ростовском. И положен во своем строении, идеже обитель созда во имя Преображения Господня.

## Почитание

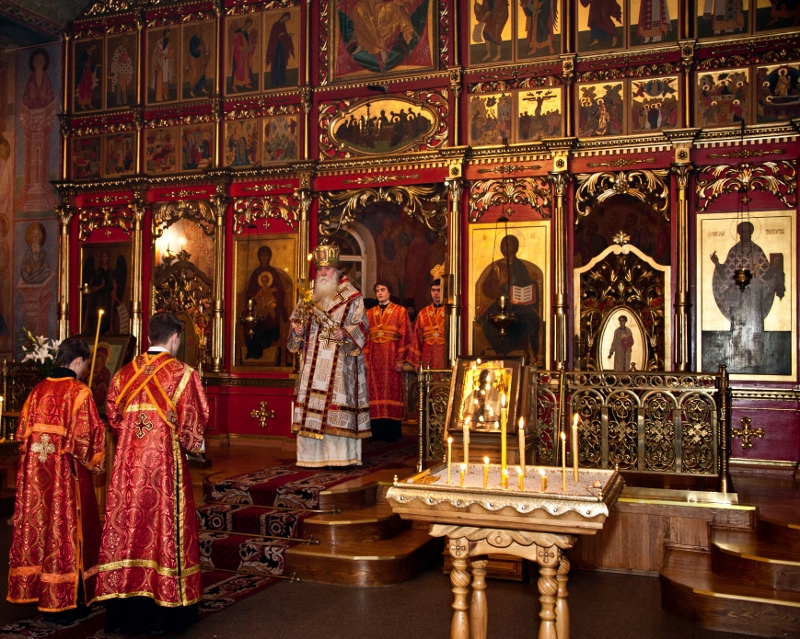
День тезоименитства архиерея Симона

Память преподобного Симона Сойгинского совершается в день его преставления, который приходится на 7 декабря (24 ноября по старому стилю). Симон Сойгинский — небесный покровитель бывшего архиерея Мурманской и Мончегорской митрополии митрополита Симона. Ежегодно вечером 6 декабря в Свято-Никольском кафедральном соборе Мурманска проводилось всенощное бдение верующих, которые вместе со своим архиереем празднуют память его небесного покровителя. По традиции в последование всенощного бдения включён акафист святой великомученице Екатерине.
3 февраля 2016 года решением Архиерейского собора Русской православной церкви был канонизирован для общецерковного почитания.